# Aldona Pobojewska
Aldona Teresa Pobojewska (ur. 2 października 1949) – polska filozofka, tłumaczka, popularyzatorka nauk filozoficznych, profesor Uniwersytetu Łódzkiego w Instytucie Filozofii Wydziału Filozoficzno-Historycznego.

## Życiorys
Ukończyła kierunek biochemii, a następnie w 1975 filozofii na Uniwersytecie Łódzkim. W 1980 obroniła doktorat na temat Koncepcja natury i kultury w poglądach Konrada Lorenza.
W latach 1996–2001 pełniła funkcję pełnomocnika dziekana ds. studiów filozoficznych, a w kadencjach 2001-2005 dyrektora Instytutu Filozofii UŁ. Był to okres organizacji pracy nowopowstałego instytuty i przystosowania dydaktyki do wymogów unijnych.
W 1996 podjęła pracę w Wyższej Szkole Humanistyczno-Ekonomicznej w Łodzi, w której w roku akademickim 1996/97 pełniła funkcję rektora, a w latach 2003-2011 sprawowała funkcję kierownika Katedry Filozofii.
Aldona Pobojewska dużą część swojej kariery naukowej poświęciła edukacji filozoficznej. Zainspirowana programem Matthew Lipmana Filozofia dla dzieci zaproponowała jego modyfikację, tzw. warsztaty z dociekań filozoficznych. Od 1993 stosuje je w pracy dydaktycznej z różnymi grupami wiekowymi: uczniami szkoły podstawowej i liceum, ze studentami, nauczycielami i słuchaczami uniwersytetu trzeciego wieku. Obecnie prezes Stowarzyszenia Edukacji Filozoficznej „Phronesis”, którego celem jest propagowanie idei dociekań filozoficznych. Od 2017 zasiada w komisji rewizyjnej Societas Humboldtiana Polonorum.
Jest autorką wielu prac naukowych, drukowanych w naukowych czasopismach polskich oraz niemieckich, a także kilkunastu tłumaczeń tekstów filozoficznych z języka niemieckiego. Rzeczoznawca MEN ds. szkolnych podręczników filozofii i etyki.

### Nagrody i odznaczenia
Aldona Pobojewska jest laureatką wielu wyróżnień i nagród, m.in.:
- Nagrody Rektora UŁ indywidualna, naukowa II stopnia za książkę: Biologia i poznanie. Biologiczne „a priori” człowieka a realizm teoriopoznawczy (1997)
- Medalu 5-lecia WSHE (październik 1998)
- Medalu Uniwersytetu Łódzkiego w Służbie Społeczeństwu i Nauce (1999)
- Nagrody Rektora UŁ, indywidualna II stopnia, za osiągnięcia dydaktyczno-wychowawcze (1999),
- Listu Gratulacyjny i Honorowej Statuetki 10-lecia WSHE (październik 2003)
- Nagrody Rektora UŁ zespołowa trzeciego stopnia za książkę pt.: Obrona realizmu w filozofii nowożytnej i współczesne (2005)
- Medalu Komisji Edukacji Narodowej (2006)
- Medalu z okazji 30-lecia współpracy Uniwersytetem im. J. Liebiga w Giessen (2007)
- Nagrody Rektora UŁ indywidualna, naukowa stopnia I (2020) za książkę: Edukacja do samodzielności. Warsztaty z dociekań filozoficznych: teoria i metodyka, wyd. UŁ, Łódź 2019.

## Publikacje
- Biologia i poznanie: biologiczne „a priori” człowieka a realizm teoriopoznawczy (1996)[6]
- Edukacja rodziców. Szkoła komunikacji międzypokoleniowej: podręcznik dla trenerów (2006)[7]

- Współczesne refleksje wokół kartezjańskiej wizji podmiotu (2011)
- Filozofia. Edukacja interaktywna. Metody - środki - scenariusze (2012)[8]
- Edukacja filozoficzna (2014)[9]
- Edukacja do samodzielności. Warsztaty z dociekań filozoficznych. Teoria i metodyka (2019)
- Edukacja do samodzielności. Warsztaty z dociekań filozoficznych. Teoria i metodyka (2022)